# سوئز استیل
سوئز استیل (انگلیسی: Suez Steel) شرکت فولاد مصری است، که در سال ۱۹۹۷ تأسیس شد.